# Eriopyga nigripars
Eriopyga nigripars là một loài bướm đêm trong họ Noctuidae.